# علي الرسموكي
علي الرسموكي هو رجل دين وفقيه في المذهب المالكي من سوس في المغرب الأقصى وعاش خلال القرن الحادي عشر الهجري.

## نسبه
علي الرسموكي هو علي بن أحمد بن محمد الركراكي الجزولي الرسموكي. ويعرف أيضا باسم علي بن أحمد الرسموكي.

## حياته
ولد علي الرسموكي بقرية تيزي اغشان بجبال جزولة في سوس وتوفي في 16 رمضان 1049 هـ في منطقة افلا أو كنس بسوس.
قال عنه المختار السوسي أنه أحيا الله به بلاد جزولة علما ودينا.

## مؤلفاته
قام علي الرسموكي بتأليف كتب في الفقه المالكي والنحو والحساب مثل:
- شرح ابن ميمون وشرح السنوسي الكبرى والصغرى
- شرح حدود الابدي في النحو [3]
- كشف الغطاء للسالك
- كتاب النحو [4]
- كتاب الطب [5]